# Mabel Agnes Elliott
Mabel Agnes Elliott (* 13. Mai 1898 in Liscomb, Iowa; † 10. Juni 1990 in Marshalltown) war eine US-amerikanische Soziologin, die 45 Jahre Professorin am Chatham College in Pittsburgh war. 1956/57 amtierte sie als Präsidentin der Society for the Study of Social Problems. Sie war die erste Frau, die zur Präsidentin einer akademischen Soziologenvereinigung gewählt wurde.
Elliott machte ihre akademischen Abschlüsse alle an der Northwestern University: Bachelor 1922, Master 1923, Ph.D. 1929. Nach dem Master-Examen studierte sie mit einem Fulbright-Stipendium zwei Jahre an der deutschen Universität Bonn. Sie war ab 1928 erst Assistant Professor und ab 1938 Associate Professor für Soziologie an der University of Kansas. Von 1947 bis 1992 lehrte und forschte sie am Chatham College.

## Schriften (Auswahl)
- Mit Francis E. Merrill: Social disorganization. 4. Auflage, Harper, New York 1961.
- Crime in modern society. Harper, New York.